# Antuan Ilgit
Antuan Ilgit SJ (ur. 22 czerwca 1972 w Hersbruck) – turecki duchowny rzymskokatolicki, biskup pomocniczy wikariatu Anatolii w latach 2023–2024. Administrator apostolski sede vacante tego wikariatu od 2024.

## Życiorys

### Przed konwersją i prezbiterat
Urodził się w muzułmańskiej rodzinie tureckiej zamieszkującej w Bawarii. W 1994 wrócił wraz z rodziną do swojego kraju i studiował ekonomię w Ankarze, a potem odbył służbę wojskową. W czasie studiów przeżył fascynację chrześcijaństwem, a w 1997 konwertował z islamu na katolicyzm. 1 listopada 2005 rozpoczął nowicjat jezuicki w Genui. Święcenia kapłańskie przyjął 26 czerwca 2010 z rąk kardynała Giovanniego Lajolo w kościele Najświętszego Imienia Jezus w Rzymie. Kształcił się następnie na Uniwersytecie Gregoriańskim oraz Akademii Alfonsjańskiej. Tytuł magistra etyki medycznej uzyskał na Saint Joseph’s University w Filadelfii, a doktorat z teologii moralnej w Boston College.
Był m.in. proboszczem zakonnej parafii w Ankarze, ekonomem i ojcem duchownym seminarium w Neapolu oraz wykładowcą bioetyki w tamtejszym Papieskim Wydziale Teologicznym. W 2022 złożył śluby wieczyste, w tym samym roku został mianowany wikariuszem generalnym wikariatu apostolskiego Anatolii, kanclerzem tamtejszej kurii oraz krajowym duszpasterzem młodzieży i powołań.

### Episkopat
28 sierpnia 2023 papież Franciszek mianował go biskupem pomocniczym wikariatu apostolskiego Anatolii ze stolicą tytularną Tubernuca. 25 listopada 2023 otrzymał sakrę w Bazylice św. Antoniego Padewskiego w Stambule. Udzielił mu jej wikariusz apostolski Anatolii, biskup Paolo Bizzeti SJ.    
25 listopada 2024 papież Franciszek mianował go administratorem apostolskim wikariatu Anatolii.   